# 10478 Alsabti
10478 Alsabti este un asteroid din centura principală de asteroizi.

## Descriere
10478 Alsabti este un asteroid din centura principală de asteroizi. A fost descoperit pe 24 noiembrie 1981 la Stația Anderson Mesa de Edward L. G. Bowell. Asteroidul prezintă o orbită caracterizată de o semiaxă mare de 2,99 ua, o excentricitate de 0,10 și o înclinație de 11,1° în raport cu ecliptica.